# Khaitan SC
El Khaitan Sporting Club (en àrab نادي خيطان الرياضي) és un club de Kuwait de futbol de la ciutat d'Al-Kuwait.
Va ser fundat el 1965.

## Palmarès
- Copa Federació kuwaitiana de futbol:[3]
  - 1974/75

- Segona Divisió de Kuwait:
  - 1965/66, 1970/71